# Гегечкорі Євген Петрович
Євген Петрович Гегечкорі (груз. ევგენი გეგეჭკორი), (1881 — 1954), грузинський державний діяч і дипломат.

## Біографія
Народився 20 січня 1881 року в Мартвілі Кутаїської губернії. У 1907 закінчив Московський університет, юридичний факультет.
З 1907 — помічник присяжного повіреного в окрузі Кутаїського окружного суду.
У жовтні 1907 — обраний від Кутаїської губернії членом III Державної думи Російської імперії, де він був одним із лідерів соціал-демократичної фракції.
З 1917 — один із керівників Грузинської соціал-демократичної партії (м).
З листопада 1917 — голова Закавказького комісаріату — коаліційного уряду Закавказзя.
З листопада 1918 — міністр закордонних справ Грузії.
У 1921 — міністр юстиції Грузії.
З 1921 — емігрував до Франції.
Помер 5 червня 1954 року в Парижі.